# Slaget vid Cassano (1799)
Slaget vid Cassano var ett fältslag som 27 april 1799 stod vid Cassano d'Adda, ungefär 28 km ostnordost om Milano. En rysk-österrikisk armé under Aleksandr Suvorov besegrade de franska trupperna under Victor Moreau. Slaget ägde rum under andra koalitionskriget, en del av franska revolutionskrigen.

## Bakgrund
Medan general Napoleon Bonaparte ledde ett fälttåg till Egypten inledde den andra koalitionen en invasion av det av Frankrike ockuperade Italien. Divisionsgeneral Barthélemy Schérer utkämpade oavgjorda strider mot österrikarna vid Pastrengo, Verona och Legnago 26 mars 1799. Fältmarskalklöjtnant (FML) Pál Kray och hans österrikare besegrade Schérer vid slaget vid Magnano 4 april, vilket tvingade den franska armén att retirera. Schérers försök att hålla linjerna vid floderna Mincio och Oglio misslyckades när en österrikisk styrka ledd av FML Josef Vukasović överflyglade honom i norr. Schérer valde därefter att lämna över befälet till divisionsgeneral Victor Moreau. Österrikes ryska allierade, ledda av fältmarskalk Aleksandr Suvorov, anlände snart till krigsskådeplatsen.
När Suvorov anslöt sig till den allierade armén tog han över befälet från Kray, och det högsta österrikiska befälet övertogs av kavallerigeneralen Michael von Melas vid hans ankomst. Kray gavs uppdraget att inta befästningen vid Mantua, medan Melas och Suvorov förföljde fransmännen. Belägringen av Mantua varade från april till garnisonens kapitulation 28 juli. 

## Slaget
Moreau gav divisionerna under divisionsgeneralerna Paul Grenier, Claude Victor, Jean Sérurier och Pierre de Laboissière uppdraget att försvara linjen vid floden Adda. Österrikarna utgjorde fortfarande största delen av den allierade armén eftersom endast tre ryska förband med kosacker fanns på plats. De österrikiska divisionsbefälhavarna var FML Peter Ott, FML Johann Zoph, generalmajor Franz de Lusignan (tjänstgörande befälhavare för FML Michael Fröhlich), och FML Konrad Valentin von Kaim. En rysk styrka under Pjotr Bagration överflyglade redan innan slaget fransmännen genom att sätta sig i besittning av en bro över Adda vid Lecco 26 april, vilket försatte Séruriers division i en besvärlig situation. 27 april stormade Melas med Fröhlichs och Kaims divisioner de franska ställningarna vid Cassano, medan Ott och Zoph anföll 6 km längre norrut vid Vaprio d'Adda. Suvarovs anfall tvingade Moreau till reträtt.

## Följder
De franska förlusterna uppgick till 2500 döda och sårade, 5000 tillfångatagna, 27 kanoner och 3 fanor. Den rysk-österrikiska styrkan förlorade 2000 döda och sårade. En annan källa uppger de allierade förlusterna till 6000 soldater och antalet franska fångar till 7000, utan att ange antalet döda och sårade fransmän.
Moreau retirerade och lämnade efter sig en garnison på 2400 man i Milanos citadell. Vukasović tog sig an Séruriers division vid Verderio 28 april och fransmännen förlorade ytterligare 300 döda och sårade samt 2700 tillfångatagna. Greniers division drog sig tillbaka till Novara medan Victor och Laboissière retirerade till Valenza. Milanos citadell kaptitulerade 24 maj. Kaim fortsatte framåt och erövrade Turin 20 juni. Nästa stora strid var slaget vid Trebbia 17-20 juni 1799.